# Chevrières (Oise)
Chevrières é uma comuna francesa na região administrativa de Altos da França, no departamento de Oise. Estende-se por uma área de 12.4 km². Em 2010 a comuna tinha 2 090 habitantes (densidade: 168,5 hab./km²).